# Janine Pietsch
Janine Pietsch (ur. 30 czerwca 1982 w Berlinie) – niemiecka pływaczka specjalizująca się w stylu grzbietowym, uczestniczka Igrzysk Olimpijskich 2004. Mistrzyni Europy 2006 na dystansie 50 m stylem grzbietowym, dwukrotna mistrzyni świata oraz trzykrotna mistrzyni Europy na krótkim basenie, rekordzistka Niemiec.
25 maja 2005 podczas pływackich mistrzostw Niemiec pobiła rekord Świata na dystansie 50 m stylem grzbietowym z wynikiem 28.19 s. Jej rekord przetrwał do 28 marca 2007, kiedy to pobiła go Leila Vaziri.

## Osiągnięcia

### Mistrzostwa Europy (basen 50 m)
- 2006 Budapeszt -  (50 m stylem grzbietowym)
- 2006 Budapeszt -  (100 m stylem grzbietowym)

### Mistrzostwa Świata (basen 25 m)
- 2006 Szanghaj -  (50 m stylem grzbietowym)
- 2006 Szanghaj -  (10 m stylem grzbietowym)

### Mistrzostwa Europy (basen 25 m)
- 2006 Helsinki -  (4x50 m stylem zmiennym)
- 2006 Helsinki -  (50 m stylem grzbietowym)
- 2007 Debreczyn -  (4x50 m stylem zmiennym)
- 2001 Antwerpia -  (4x50 m stylem zmiennym)
- 2002 Riesa -  (4x50 m stylem zmiennym)
- 2003 Dublin -  (4x50 m stylem zmiennym)
- 2004 Wiedeń -  (4x50 m stylem zmiennym)
- 2005 Triest -  (50 m stylem grzbietowym)
- 2005 Triest -  (4x50 m stylem zmiennym)
- 2007 Debreczyn -  (50 m stylem grzbietowym)
- 2001 Antwerpia -  (50 m stylem grzbietowym)
- 2001 Antwerpia -  (100 m stylem grzbietowym)
- 2001 Antwerpia -  (4x50 m stylem dowolnym)
- 2002 Riesa -  (50 m stylem grzbietowym)
- 2002 Riesa -  (4x50 m stylem dowolnym)
- 2005 Triest -  (100 m stylem grzbietowym)
- 2007 Debreczyn -  (100 m stylem grzbietowym)

## Rekordy świata
| Data         | Miejsce | Konkurencja             | Rezultat | Status                        |
| ------------ | ------- | ----------------------- | -------- | ----------------------------- |
| 25 maja 2005 | Berlin  | 50 m stylem grzbietowym | 28.19    | do 28 marca 2007 Leila Vaziri |

## Życie prywatne
W 2008 r. u Janine zdiagnozowano raka piersi, co zmusiło ją do zakończenia kariery sportowej. Pływaczka, mimo powrotu do sportu wyczynowego, nie zdołała zakwalifikować się na Igrzyska Olimpijskie 2012 w Londynie.